# Garbogrzbiet indyjski
Garbogrzbiet indyjski (Sousa plumbea) – gatunek ssaka łożyskowego z rodziny delfinowatych (Delphinidae).
Zasiedla wody zachodniego Oceanu Indyjskiego wzdłuż wybrzeży Afryki, po Morze Czerwone i wybrzeża Indii.